# 九二式手榴弾
九二式手榴弾（きゅうにしきてりゅうだん）は、大日本帝国陸軍の使用した手榴弾である。外形は九一式手榴弾と変わらないが、内容物にはあか剤、みどり剤と呼ばれる化学物質を充填していた。

## 概要
九二式手榴弾は二種類の弾薬が存在する。九二式「あか」曳火手榴弾と、九二式「みどり」曳火手榴弾である。これらは爆発すると、内蔵する毒物によってくしゃみ、催涙を起こさせた。二種類とも十年式擲弾筒からの発射が可能だった。外形は九一式手榴弾と変わらず、全備弾量は「あか」590g、「みどり」587gである。これらは陸軍科学研究所で開発された。
九二式「あか」曳火手榴弾は、1927年（昭和2年）に研究に着手、1930年（昭和5年）3月に第一回試験を行った。その後、九一式手榴弾と弾体を統一し、小改修後の1933年（昭和8年）11月に仮制式を上申した。九二式「みどり」曳火手榴弾も同様に、1927年（昭和2年）に研究着手、1931年（昭和6年）12月に完成し、1933年（昭和8年）11月に仮制式を上申した。

## 構造
九二式手榴弾は、弾体、炸薬、起爆筒、装薬筒、信管から構成される。弾体は鋳鉄製で外部に筋が入れられている。これは爆発時の効果的な破片生成を狙ったものであった。所定の威力を発揮するには、弾体内部の容積が、30立方cm以上必要とされた。
炸薬室は黄銅で作られ、手榴弾の上部からねじこんで固定された。弾体の中の化学物質が漏れ出さないよう、炸薬室と弾体が接する箇所は鉛鐶でシーリングされていた。ほか、ねじ部に「マグネシヤキツト（原文のまま）」を塗って気密を保持した。炸薬は茶褐薬30gが炸薬室に圧搾直填されていた。起爆筒と装薬筒は九一式手榴弾と同じものである。これは炸薬室の中に収められ、炸薬を起爆させた。信管は曳火手榴弾一〇年式を用いた。
九二式「あか」曳火手榴弾には、あか一号が40g充填されていた。九二式「みどり」曳火手榴弾には、みどり一号とみどり二号の混合物37gが充填された。

## 化学物質
あか一号はジフェニル青化砒素を用いた。これは気温15度で液体であり、純度は92%である。あか一号はアニリン、亜砒酸、炭酸ナトリウム等を原料とする。フェニル砒酸からジフェニル砒酸、さらにジフェニル塩化砒酸を作り、これにシアン化ナトリウムを作用させて精製した。あか剤はくしゃみ性を持ち、咽喉、鼻を刺激するほか、頭痛と嘔吐を催させた。
みどり一号は一塩化メチルフェニルケトンを用いた。原料は一塩化酢酸、三塩化燐、ベンゼンから製造された。純度は90%以上で合格とされた。みどり二号は臭化メチルベンゾールを用いた。原料はトルエン及び臭素であった。純度は70%以上である。みどり一号は催涙性を持ち、眼に灼熱のような刺激を与えて視力を妨害し、皮膚、粘膜に触れると疼痛を起こした。この毒作用は短時間で消失した。みどり二号は催涙性を持ち、濃度が濃い場合は悪心、頭痛を引き起こした。ガス濃度が濃い場合には一時失明させた。催涙程度では後遺症はなかった。

## 効力
炸裂すると破片が飛散し、毒物が微粒子となって浮遊する。二種類とも毒物の有効界は範囲5m、高さ3mだった。九二式「あか」「みどり」曳火手榴弾は、炸裂すると、風速1、2mの好的な条件では風下750平方mにわたり効果が及んだ。掩蔽壕の内部では威力は特に強く、また十数分にわたって効果を持続した。破片の効力は半径5mである。九二式「みどり」曳火手榴弾の場合、炸裂すると、ガスはくぼみに溜まる傾向があった。
関連する催涙型の兵器としては、暴徒鎮圧用の手投弾薬八九式「みどり」筒がある。